# Koulikoro (region)

Koulikoro är en av Malis administrativa regioner och är belägen i den västra delen av landet, med gräns mot Mauretanien i norr och Guinea i söder. Den administrativa huvudorten är Koulikoro. Bamako, Malis huvudstad, ligger som en enklav i regionen i egenskap av eget distrikt. Snabbväxande förortsområden har utvecklats runt Bamako, och Kalabancoro (belägen strax söder om Bamako) är regionens folkrikaste, och Malis tredje folkrikaste, kommun. En annan stor stad i regionen är Kati. Artisterna Salif Keïta och Rokia Traoré kommer från Koulikororegionen.

## Administrativ indelning
Regionen är indelad i sju kretsar (franska cercles):
- Banamba
- Dioila
- Kangaba
- Kati
- Kolokani
- Koulikoro
- Nara

Dessa 7 kretsar är i sin tur indelade i sammanlagt 108 kommuner.